# Effondrement de la passerelle de l'université internationale de Floride
L'effondrement de la passerelle de l'université internationale de Floride est un accident survenu le 15 mars 2018 à Miami, aux États-Unis. Une passerelle piétonne en finalisation de construction s'effondre sur une route urbaine à huit voies à proximité de l'université internationale de Floride, causant six morts, un ouvrier du chantier et cinq personnes qui étaient dans des voitures attendant à un feu de croisement sous la passerelle.

## Construction
La construction du pont a commencé en mars 2016 et devait s'achever en décembre 2018,.